# کلات جنگل
کلات جنگل روستایی در دهستان میغان بخش مرکزی شهرستان نهبندان استان خراسان جنوبی ایران است. بر پایه سرشماری عمومی نفوس و مسکن در سال ۱۳۹۰ جمعیت این روستا ۷۰ نفر (در ۲۰ خانوار) بوده‌است.